# カリヨン (エルガー)
『カリヨン』（Carillon）作品75は、エドワード・エルガーが1914年に作曲した管弦楽伴奏付きの朗誦。テクストはベルギーの詩人エミール・カマルツによる。
初演は1914年12月7日にカマルツの妻であるティタ・ブラン（Tita Brand）の朗誦、作曲者自身の指揮によりクイーンズ・ホールで行われた。1915年1月にはヘンリー・エインリーを朗誦に迎えてロンドン・コロシアムで再演され、同年8月28日にはハロゲイトにおいてソプラノのジュリアン・クリフォード夫人と軍楽隊によって演奏されている。軍楽隊のための編曲はパーシー・フレッチャーが行った。
1918年8月15日には『カリヨン』と『ベルギーの旗』が、ブルックリンのプロスペクト・パークで催されたポピュラー・コンサートにおいて、ベルギーの舞台美術家のカルロ・リテン（Carlo Liten）の朗誦によって披露されて成功を収めた。

## 概要
ドイツが中立国であったベルギーへと侵攻したのは1914年8月のことで、これに武力での抵抗を試みたベルギーには悲劇が訪れる。町や市民は蹂躙され、国中がほぼ完全に廃墟と化してしまったのである。アルベール1世とその軍隊は抵抗もむなしく、瞬く間にフランス国境側に位置するウェスト＝フランデレン州へと追いやられた。これに対し、国を挙げての同情が巻き起こる。ロンドンでは、ホール・ケインが一流画家、作家、音楽家の協力を得てクリスマスに『King Albert's Book』と題した愛国的詩選集を編纂した。これに加わるよう打診を受けたエルガーは、『オブザーバー』紙上でエミール・カマルツの詩を読んだことを思い出した。カマルツの妻だったティタ・ブランは『ゲロンティアスの夢』の初演の舞台に上がった歌手のマリー・ブレーナの娘であったため、エルガーはほどなく彼女からその詩の使用許可を得ることが出来た。
エルガーの友人で率直な伝記作家であるローザ・バーリーは、こう述懐している。
私は彼に思い切ってこう提案してみた。曲を歌曲や合唱曲として扱う場合にしなくてはならないように、詩の韻律に縛られない方がよいのではないか。そうではなく、詩の朗誦の背景になる音楽として、説明的な前奏曲や間奏曲を書くべきではないか、と。
バーリーの助言を聞き入れたエルガーは、ところどころに管弦楽による間奏曲を配した、詩の語りもしくは朗誦という形式を採用した。
ティタ・ブランによるクイーンズ・ホールでの初演を聴いたバーリーは、彼女の置かれた状態を聴衆に悟られないように準備が必要だったことを関連付けて語った。
（略）不幸にもマダム・ブラン＝カマルツは妊娠中で、この事実を隠すべく舞台上にはパンチとジュディーのショーの要領で、彼女が肩から上しか見えないほどに大量のバラがうず高く積まれていた。マダム・ブランは多大な力を注ぎ、オーケストラを指揮をしていたエドワード、そして客席に腰かけていた私は彼女がもたらす効果に打ち震えたが、この日は愛国的熱狂が勝った。こうして『カリヨン』は無事に演奏されたのである。
『King Albert's Book』にはフランス語のテクストのみとピアノ伴奏による版が収録され、出版された。

## 演奏時間
約5分

## 楽曲構成

### 音楽
アレグロ 3/4拍子 変ロ長調
音楽面での明らかな特徴は、変ロ、イ、ト、ヘの4つの音からなる低音の下降音階であり、朗誦が始まるまでの導入部全体にわたってこのオスティナート音型が反復される（譜例）。

譜例
開始主題は堂々としたワルツのような趣を持つが、鐘の音のように響く4音の下降音型は3拍子のワルツのリズムとは重なることなく進む。オスティナート音型は低音部に留まらず、三連符のパッセージが低音部へ移ると声部を変えて奏で続けられる。音楽が終了すると、詩の朗誦が開始される。力強い詩と音楽は対比を生むとともに目覚ましい相乗効果を発揮することに成功している。

### テクスト
オリジナルのテクストはフランス語で書かれており、英訳はティタ・ブランが行った。
朗誦は管弦楽の導入に続いて始まる。
| Français [la voix seule] CHANTONS, BELGES, CHANTONS, Même si les blessures saignent, même si la voix se brise, Plus haut que la tourmente, plus fort que les canons, Chantons l'orgueil de nos défaites, Par ce beau soleil d'automne, Et la joie de rester honnêtes Quand la lâcheté nous serait si bonne. [avec l'orchestre] Au son du tambour, au son du clairon, Sur les ruines d'Aerschot, de Dinant, de Termonde, Dansons, Belges, dansons, [seule] En chantant notre gloire, Même si les yeux brûlent, Si la tête s'égare, Formons la ronde! [l'orchestre] [seule] Avec des branches de hêtre, de hêtre flamboyant, Au son du tambour, Nous couvrirons les tombes de nos enfants. [l'orchestre] [seule] Nous choisirons un jour, Comme celui-ci. Où les peupliers tremblent doucement Dans le vent, Et où l'odeur des feuilles mortes Embaume les bois, Comme aujourd'hui, Afin qu'ils emportent Là-bas Le parfum du pays. [l'orchestre] [avec l'orchestre] Nous prierons la terre qu'ils ont tant aimée De les bercer dans ses grands bras, De les réchauffer sur sa vaste poitrine Et de les faire rêver de nouvaux combats: De la prise de Bruxelles, de Malines, De Namur, de Liège, de Louvain, [seule] Et de leur entrée triomphale, là-bas, A Berlin! [l'orchestre] [seule] Chantons, Belges, chantons, Même si les blessures saignent, et si la voix se brise, Plus haut que la tourmente, plus fort que les canons, Même si les blessures saignent, même si le coeur se brise, Chantons l'espoir et la haise implacable, Par ce beau soleil d'automne, Et la fierté de rester charitables Quand la Vengeance nous serait si bonne! [l'orchestre jusqu'au fin]\| | English [voice alone] SING, BELGIANS, SING Although our wounds may bleed, Although our voices break, Louder than the storm, louder than the guns, Sing of the pride of our defeats 'Neath this bright Autumn sun, And sing of the joy of honour When cowardice might be so sweet. [with the orchestra] To the sound of the bugle, the sound of the drum, On the ruins of Aerschot, of Dinant, and Termonde, Dance, Belgians, dance, [alone] And our glory sing, Although our eyes may burn, Although our brain may turn, Join in the ring! [orchestra] [alone] With branches of beech, of flaming beech, To the sound of the drum, We'll cover the graves of our children. [orchestra] [alone] We'll choose a daylike this When the poplars tremble softly In the breeze, And all the woods are scented With the smell of dying leaves, That they may bear with them beyond The perfume of our land. [orchestra] [with the orchestra] We'll ask the earth they loved so well, To rock them in her great arms, To warm them on her mighty breast, And send them dreams of other fights, Retaking Liège, Malines, Brussels, Louvain, and Namur, [alone] And of their triumphant entry, at last, In Berlin! [orchestra] [alone] Sing, Belgians, Sing! Although our wounds may bleed, although our voices break, Louder than the storm, louder than the guns, Although our wounds may bleed, although our hearts may break, Sing of hope and fiercest hate, 'Neath this bright Autumn sun. Sing of the pride of charity When vengeance would be so sweet. [orchestra to end] |

## Notes
注釈
1. ↑  カルロ・リテンは1879年、アントウェルペンの生まれ。父はベルギー人、母はイタリア人だった。優れた舞台俳優、朗誦者であった彼は当時ヨーロッパとアメリカで広く知られた存在だった。エルガーの『カリヨン』、『ベルギーの旗』、『砂漠での声』で朗誦を務めている。第一次世界大戦後は3つの映画『The Strongest』（1920年）、『L'Affaire du train』（1921年）、『The Mysteries of Paris』（1922年）に出演する。ロンドンのSaturday Review紙の副編集者であったジョン・パーマーはリテンが「存命の人物の記憶の中で最高の素晴らしい声を持っている。（中略）響き、訴求力、魅力の点で私がこれまでに知る俳優の中で最も優れている。洗練された知性に裏付けられた身振りと表現力がこれに加わり、我々は類稀なる個性を目にすることになるのである」
2. ↑  世界を代表する者たちからの、ベルギーの王と人民への贈り物。（"A tribute to the Belgian King and people from representative men and women throughout the world"）
3. ↑  英語の"pregnant"ではなくフランス語で"enceinte"と表現されている。
4. ↑  譜例は作曲者自身のピアノ編曲譜による。
5. ↑  ヒュー・ブレア編曲のオルガン譜には鐘（bells）と明記されている[6]。

出典
1. ↑  “Pay Belgium Tribute in Brooklyn concert”.  The New York Times (1918年8月16日). 2014年8月9日閲覧。
2. ↑  Burley, p 197
3. ↑  Burley, p 198
4. ↑  King Albert's Book, pages 84–92
5. ↑  “ELGAR - HIS MUSIC, CARILLON, op 75”.   The Elgar Society. 2014年8月10日閲覧。
6. ↑  “Score, Organ reduction of Elgar: Carillon” (PDF).   Elkin & Co. (1915年). 2014年8月10日閲覧。

## References
- Caine, Hall (ed.), King Albert's Book, a Tribute to the Belgian King and People from representative men and women throughout the World (The Daily Telegraph, in conjunction with The Daily Sketch, The Glasgow Herald and Hodder & Stoughton, Christmas 1914)  "Sold in aid of the Daily Telegraph Belgian Fund."
- Banfield, Stephen, Sensibility and English Song: Critical studies of the early 20th century (Cambridge University Press, 1985) ISBN 0-521-37944-X
- Burley, Rosa; Frank C. Carruthers (1972). Edward Elgar: the record of a friendship. London: Barrie & Jenkins Ltd.. ISBN 0-214-65410-9
- Kennedy, Michael, Portrait of Elgar (Oxford University Press, 1968) ISBN 0-19-315414-5
- Moore, Jerrold N. “Edward Elgar: a creative life” (Oxford University Press, 1984) ISBN 0-19-315447-1
- 楽譜, Elgar: Carillon (piano reduction), Elkin & Co., London, 1914